# 모노이드 대상
범주론에서 모노이드 대상(monoid對象, 영어: monoid object)은 모노이드 범주에서 모노이드와 같은 성질을 가진 대상이다.

## 정의
{\displaystyle ({\mathcal {C}},\otimes ,I,\alpha ,\lambda ,\rho )}가 모노이드 범주라고 하자. {\displaystyle {\mathcal {C}}}의 모노이드 대상 {\displaystyle (M,m,e)}는 다음 데이터로 이루어진다.
- {\displaystyle M}은 {\displaystyle {\mathcal {C}}} 속의 대상이다.
- {\displaystyle m\colon M\otimes M\to M}, {\displaystyle e\colon I\to M}는 {\displaystyle {\mathcal {C}}} 속의 사상이다. 이들은 각각 모노이드의 이항 연산 및 항등원에 해당한다.

이는 다음과 같은 성질을 만족하여야 한다.
- (결합 법칙) {\displaystyle m\circ (m\otimes \operatorname {id} _{M})=m\circ (\operatorname {id} _{M}\otimes m)\circ \alpha _{M,M,M}}. (여기서 {\displaystyle (M\otimes M)\otimes M=M\otimes (M\otimes M)}로 간주한다.) 즉, 다음 그림은 가환 그림을 이룬다.

{\displaystyle {\begin{matrix}(M\otimes M)\otimes M&{\xrightarrow {\alpha }}&M\otimes (M\otimes M)\\{\scriptstyle m}\downarrow &&\downarrow \scriptstyle m\\M\otimes M&&M\otimes M\\{\scriptstyle m}\downarrow &&\downarrow \scriptstyle m\\M&=&M\end{matrix}}}
- (항등원의 존재) {\displaystyle m\circ (e\otimes \operatorname {id} _{M})=\lambda _{M}}이고, {\displaystyle m\circ (\operatorname {id} _{M}\otimes e)=\rho _{M}}이다. 즉, 다음 그림은 가환 그림을 이룬다.

{\displaystyle {\begin{matrix}I\otimes M&{\xrightarrow {e}}&M\otimes M&{\xleftarrow {e}}&M\otimes I\\&{\scriptstyle \lambda }\searrow &\downarrow \scriptstyle m&\swarrow \scriptstyle \rho \\&&M\end{matrix}}}

## 예
집합과 함수의 데카르트 모노이드 범주 속의 모노이드 대상은 모노이드와 같다.
범주 {\displaystyle {\mathcal {C}}} 위의 자기 함자 범주 {\displaystyle \operatorname {End} {\mathcal {C}}} 속의 모노이드 대상은 모나드라고 한다. 아벨 군의 범주 {\displaystyle \operatorname {Ab} }는 텐서곱과 함께 모노이드 범주를 이루며, 이 모노이드 범주 속의 모노이드 대상은 환의 개념과 같다.

## 참고 문헌
- Lang, Serge (2002). 《Algebra》 (영어). Graduate Texts in Mathematics 211 3판. New York: Springer. ISBN 978-0-387-95385-4.

## 같이 보기
- 내적 범주
- 군 대상